# Micrargus
Micrargus Dahl, 1886 è un genere di ragni appartenente alla famiglia Linyphiidae.

## Distribuzione
Le diciassette specie oggi attribuite a questo genere sono state rinvenute nella regione olartica: le specie dall'areale più ampio sono la M. apertus, la M. herbigradus e la M. subaequalis reperite in diverse località della regione paleartica.
In Italia sono stati reperiti esemplari di M. herbigradus in varie località della penisola; di M. laudatus e M. subaequalis in alcune località dell'Italia settentrionale.
Si hanno inoltre notizie di recenti rinvenimenti di M. apertus e M. georgescuae.

## Tassonomia
Considerato un sinonimo anteriore di Blaniargus Simon, 1913 da uno studio dell'aracnologo Denis del 1949 (c); a sua volta Blaniargus è ritenuto un sinonimo anteriore di Nothocyba Simon, 1926 a seguito di un altro studio di Denis del 1949 (a). Da notare, al proposito, che Nothocyba è effettivamente un sinonimo posteriore di Plexisma Hull, 1920.
L'aracnologo Wunderlich nel 1970 pose in sinonimia Micrargus con Ceratinopsis Emerton, 1882, sinonimia non accettata da altri aracnologi.
A dicembre 2011, si compone di 17 specie secondo Platnick e di 16 specie secondo Tanasevitch:
- Micrargus aleuticus Holm, 1960[5] — Alaska
- Micrargus alpinus Relys & Weiss, 1997 — Germania, Svizzera, Austria
- Micrargus apertus (O. P.-Cambridge, 1871) — Regione paleartica
- Micrargus cavernicola Wunderlich, 1995 — Giappone
- Micrargus cupidon (Simon, 1913) — Francia
- Micrargus dilutus (Denis, 1948) — Francia
- Micrargus dissimilis Denis, 1950 — Francia
- Micrargus georgescuae Millidge, 1976 — Europa
- Micrargus herbigradus (Blackwall, 1854)[6] — Regione paleartica
- Micrargus hokkaidoensis Wunderlich, 1995 — Giappone
- Micrargus incomtus (O. P.-Cambridge, 1872) — Germania
- Micrargus laudatus (O. P.-Cambridge, 1881) — Europa
- Micrargus longitarsus (Emerton, 1882) — USA, Canada
- Micrargus nibeoventris (Komatsu, 1942) — Giappone
- Micrargus parvus Wunderlich, 2011 — Isole Canarie
- Micrargus pervicax (Denis, 1947) — Francia
- Micrargus subaequalis (Westring, 1851) — Regione paleartica

### Specie trasferite
- Micrargus acuitegulatus Oi, 1960; trasferita al genere Pseudomicrargus Eskov, 1992.
- Micrargus asakawaensis Oi, 1964; trasferita al genere Pseudomicrargus Eskov, 1992.
- Micrargus kaestneri Wiehle, 1961; trasferita al genere Metapanamomops Millidge, 1977.
- Micrargus latitegulatus Oi, 1960; trasferita al genere Pseudomicrargus Eskov, 1992.